# Małgorzata Lewandowska-Szumieł
Małgorzata Joanna Lewandowska-Szumieł– polska inżynier, profesor nauk medycznych.

## Życiorys
W 1983 r. ukończyła studia inżynierii materiałowej w Politechnice Warszawskiej, w 1993 r. obroniła pracę doktorską pt. Uwalnianie się glinu w warunkach in vivo z bioceramicznych wszczepów wykonanych z tlenku glinu αAl203, której promotorem był prof. Janusz Komender, w 2001 r. habilitowała się na podstawie pracy zatytułowanej Możliwości oceny in vitro biozgodności materiałów implantacyjnych stosowanych w rekonstrukcji kości. W 2012 r. uzyskała tytuł profesora nauk medycznych.
Została pracownikiem naukowym na Warszawskim Uniwersytecie Medycznym, oraz należała do Rady Dyscypliny Naukowej - Nauk Medycznych WUM.
Była członkiem Rady Wydziału Warszawskiego Uniwersytetu Medycznego i członkiem Komitetu Biocybernetyki i Inżynierii Biomedycznej PAN.